# San Juan Teita
San Juan Teita è un comune del Messico, situato nello stato di Oaxaca.